# يان سميث (لاعب اتحاد الرغبي أسترالي)
يان سميث (بالإنجليزية: Ian Smith)‏ هو لاعب اتحاد الرغبي أسترالي، ولد في 31 أكتوبر 1903 في ملبورن في أستراليا، وتوفي في 18 سبتمبر 1972 في إدنبرة في المملكة المتحدة.

## وصلات خارجية
- يان سميث عل موقع إسبنسكروم (الإنجليزية)